# Saaldorf-Surheim
Saaldorf-Surheim – gmina w Niemczech, w kraju związkowym Bawaria, w rejencji Górna Bawaria, w regionie Südostoberbayern, w powiecie Berchtesgadener Land. Leży około 18 km na północny wschód od Bad Reichenhall, przy drodze B20.

## Demografia
Dane o ludności z 31 grudnia 2008:
| Opis                                | Ogółem | Ogółem | Kobiety | Kobiety | Mężczyźni | Mężczyźni |
| ----------------------------------- | ------ | ------ | ------- | ------- | --------- | --------- |
| Jednostka                           | osób   | %      | osób    | %       | osób      | %         |
| Populacja                           | 5258   | 100    | 2635    | 50,11   | 2623      | 49,89     |
| Wiek przedprodukcyjny (0–17 lat)    | 1112   | 21,15  | 546     | 10,38   | 566       | 10,76     |
| Wiek produkcyjny (18–65 lat)        | 3285   | 62,48  | 1610    | 30,62   | 1675      | 31,86     |
| Wiek poprodukcyjny (powyżej 65 lat) | 861    | 16,38  | 479     | 9,11    | 382       | 7,27      |

## Polityka
Wójtem gminy jest Ludwig Nutz z CSU, rada gminy składa się z 20 osób.
|      | CSU | SPD | FWG | Zieloni/UL/ödp | ÜWG | Razem |
| 2008 | 9   | 2   | 4   | 2              | 3   | 20    |
| 2002 | 10  | 2   | 3   | 2              | 3   | 20    |